# モルグ/屍体消失
『モルグ』（デンマーク語: Nattevagten、英語: Nightwatch）は、1994年のデンマークのホラー・スリラー映画。
監督・脚本はオーレ・ボールネダル、出演はニコライ・コスター＝ワルドー、ソフィエ・グロベル、キム・ボドゥニアなど。
死体安置所（モルグ）の夜間警備員として働く法科学生が、売春婦連続殺人事件に巻き込まれるさまを描いている。
なお、監督・脚本を担当したオーレ・ボールネダルは、ユアン・マクレガー主演のハリウッドリメイク版である『ナイトウォッチ』（1997年）でも監督を務めており、『モルグ』のDVDではオーディオコメンタリー務めた。

## キャスト
※括弧内はVHS版（アスク講談社より発売・販売）の日本語吹替
- マーティン・ボーク - ニコライ・コスター＝ワルドー（平田広明）
- カリンカ・マルテス - ソフィエ・グロベル（デンマーク語版）（井上喜久子）
- イェンス・アーンキエル - キム・ボドゥニア
- ロッテ -  ロッテ・アンデルセン（デンマーク語版）
- ピーター・ウォーマー警部 - ウルフ・ピルガード（デンマーク語版）（千田光男）
- ジョイス - リッケ・ルイーズ・アンデルソン（デンマーク語版）
- ロルフ - スティグ・ハフマイヤー（デンマーク語版）
- 老警備員 - ギルド・ルフクヴィスト（デンマーク語版）
- 医者 - ニールズ・アンダース・ソーン（デンマーク語版） （牛山茂）

## 製作
監督のオーレ・ボールネダルは、1993年にテレビ映画『Masturbator』を公開した後、この映画の脚本に取り掛かった 。

## 公開
この映画の公開は1994年2月25日に開始された 。
デンマーク国内においてこの映画はヒットし、売り上げたチケットの枚数は465,344枚だった 。
また、1994年にはカンヌ国際映画祭の批評家週間でも上映され、翌年1995年にはイタリアのローマで開かれたファンタフェスティヴァルでも上映された。
この映画のDVDは2001年5月29日に発売され、このDVDにはボールネダルのオーディオコメンタリーと、劇場予告編が収録されている。

## 批評
オーレ・ボールネダルは「この映画は大作ではないものの、ヨーロッパの映画は全体的なストーリーをうまく活用できるということが証明できた」と感想を述べている 。
この映画は、ノルウェー・トロンハイムで毎年開催されている国際映画祭「Kosmorama」でデンマーク映画ベスト100に選ばれた。
ジョイス役のリッケ・ルイーズ・アンデルソンは1995年にデンマーク映画批評家協会による映画賞ボディル賞の助演女優賞を受賞した。またイェンス役のキム・ボドゥニアはデンマーク映画アカデミーによる映画賞ロバート賞の助演男優賞を受賞した。
アメリカ合衆国の雑誌バラエティは、この映画を「オーソドックスだが、非常に巧妙なストーリーである」と評価している。